# Pierre Fauchon
 (août 2010).
Si vous disposez d'ouvrages ou d'articles de référence ou si vous connaissez des sites web de qualité traitant du thème abordé ici, merci de compléter l'article en donnant les références utiles à sa vérifiabilité et en les liant à la section « Notes et références ».
Pour les articles homonymes, voir Fauchon.
Pierre Fauchon, né le 13 juillet 1929 à Avranches (Manche) et mort le 25 juillet 2016 à Paris, est un homme politique français, ancien sénateur (membre du groupe Union centriste et du parti Nouveau Centre) et ancien membre du Conseil supérieur de la magistrature. 
Avocat, il est élu sénateur de Loir-et-Cher le 27 septembre 1992 et réélu le 23 septembre 2001.
Il a donné son nom (« loi Fauchon ») à la loi du 10 juillet 2000 tendant à préciser la définition des délits non intentionnels dont il est le rapporteur.
Il est le fils du député de la Manche Maxime Fauchon.

## Carrière
Licencié en droit et diplômé de l'Institut d'études politiques de Paris, il obtient également des diplômes d'études supérieures (DES) d'histoire du droit et de droit public.
Il a été membre du contrôle civil au Maroc où il a dû faire face à une émeute sanglante et a été capturé par des rebelles, membre du Comité d’action contre l’OAS.[réf. nécessaire]
Il fut un des organisateurs de la campagne électorale de Jean Lecanuet, cofondateur du parti centriste, puis responsable d’actions culturelles dans le Loir-et-Cher et en région Centre, directeur de l’Institut national de la consommation (1978-1981) et sénateur, auteur de textes, dont en particulier la loi du 10 juillet 2000, dite « Loi Fauchon », sur la responsabilité pénale des élus locaux pour des délits non intentionnels.
Il milite pour le développement des coopérations renforcées pour progresser sans attendre des institutions faisant de l’Europe une fédération.
Il est le créateur et le président d’un musée d’évocation vivante du Moyen Âge dans le site unique en France de la Commanderie d'Arville en Loir-et-Cher, dont le nombre de visiteurs, en particulier scolaires, est en progression.[réf. nécessaire]
Membre de la majorité du président Nicolas Sarkozy, il soutient son programme, en particulier dans la justice et la politique européenne.
Il est membre Conseil supérieur de la magistrature (CSM), en tant que personnalité extérieure, désignée par le président du Sénat Gérard Larcher, pour la période 2011-2015. 

### Mandats
- Adjoint du contrôle civil au Maroc (1954-56)
- Avocat à la cour d’appel de Paris (depuis 1956)
- Membre du comité directeur (1966) puis du bureau exécutif (1971) et deuxième secrétaire général adjoint (1973-76) du Centre démocrate
- Chargé de mission au cabinet de Jean Lecanuet, garde des Sceaux, puis ministre de l’Aménagement du territoire (1974-1976)
- Président de l’UDF de Loir-et-Cher
- Secrétaire général adjoint (1982-91) du Centre des démocrates sociaux
- Président du Fonds régional d'art contemporain (frac) de la région Centre (1987)
- Administrateur du Bureau de vérification de la publicité (1978-81), du Laboratoire national d’essais (LNE), de l’Association française de normalisation (Afnor), de la Régie française de publicité (RFP) et de l’Association française pour l’étiquetage d’information (Afei)
- Membre du comité consultatif des consommateurs auprès des Communautés européennes
- Conseiller général de Loir-et-Cher (canton de Mondoubleau) de 1973 à 1998
- Directeur de l’Institut national de la consommation (1978-1981)
- Vice-président du conseil général de Loir-et-Cher (1978-1998)
- Vice-président du conseil régional du Centre (1986-1992)
- Maire de Choue (1992-1995)
- Président de la communauté de communes des collines du Perche (1993-2001)

## Décorations
- Officier de la Légion d'honneur
- Officier de l'ordre national du Mérite

## Publications
- Jacques Simon, un peintre, une œuvre, éd. Cherche-Lune, 2012
- Le rouge et le vert, éd. l’Harmattan, 2006
- L’abbé Grégoire, le prêtre-citoyen, éd. La Nouvelle République, 1990
- 1790 en Loir-et-Cher, la naissance d’un département, éd. Hugues de Froberville